# 石川哲
石川 哲（いしかわ さとし、1932年 - 2022年 ）は日本の医師、医学者、医学博士。北里大学名誉教授。専門は眼科学、環境医学。

## 略歴
1932年に東京府で生まれる。1957年に東北大学医学部を卒業した後に、東京大学医学部眼科学教室に入局する。その後、フルブライト留学生としてアメリカで研究活動を開始し、1965年にニューヨーク大学助教授となる。同年に東京大学医学部眼科講師となり、1971年に北里大学医学部眼科学技術振興調整費教授に就任する。同大学医学部教授として神経眼科、環境医学、神経毒物、自律神経学などの研究に従事し、1995年からは医学部長を務めた。1998年に定年退職し名誉教授となった後は、北里研究所病院環境センター長および森下記念病院名誉院長に就任した。2005年に北里研究所顧問となる。

## 研究活動
神経眼科学の他に、環境医学の分野においてシックハウス症候群、化学物質過敏症などを日本へ紹介した医師の一人である。化学物質過敏症などの対策を政府等へ提言している第一人者として知られている。学会では日本眼科学会理事、日本自律神経学会理事、日本臨床環境医学会初代理事長、日本神経眼科学会名誉理事長、American Academy of Environmental Medicineのフェローを歴任した。日本神経眼科学会では功労賞（石川メダル）が制定されている。

## 受賞
- 1951年：総合医学賞
- 1975年：総合医学賞
- 1984年：アルジェリア海外技術協力阿部外務大臣賞
- 1996年：Jonathan Forman賞（米国環境医学会）
- 1998年：日本眼科学会賞[1]

## 著書
- 『神経眼科学』（編著、医学書院、1974年）
- 『眼科Q&A（1）（2）（3）』（編著、宮田幹夫、金原出版、1985年/1986年）
- 『VDT医学マニュアル』（編著、全日本病院出版会、1989年）
- 『あなたも化学物質過敏症?』（共著、宮田幹夫、農山漁村文化協会、1993年）
- 『化学物質過敏症ってどんな病気』（単著、合同出版、1993年）
- 『図解恐い「住原病」対策マニュアル』（共著、須貝高、日本臨床環境医学会監修、ネスコ、1997年）
- 『化学物質過敏症』（共著、宮田幹夫、かもがわ出版、1999年）